# سرخون (مقاطعة بندر عباس)
سرخون (بالفارسية: سرخون) هي قرية تقع في إيران في قسم سرخون الريفي. يقدر عدد سكانها بـ 3,870 نسمة .